# Thomas Reid
Thomas Reid, född den 26 april 1710 i Strachan, Kincardineshire, död den 7 oktober 1796 i Glasgow, var en skotsk filosof under upplysningen, som grundade den skotska common sense-filosofin.

## Biografi
Reid växte huvudsakligen upp i Aberdeen, där han grundade ett litterärt och filosofiskt sällskap. Han studerade vid University of Aberdeen och utsågs 1752 till  professor, men fick snart därefter erbjudande att efterträda Adam Smith vid University of Glasgow. Han blev emeritus i Glasgow 1781.

## Filosofi
Reid kritiserade i Inquiry into the Human Mind on the Principles of Common Sense (1764) sina samtida David Hume och George Berkeley för deras så kallade idéteori; de menade att medvetandet förnimmer objekt som representationer av föreställningar, och att det inte kan skilja mellan förnimmelser och föreställningar. Därmed blir kunskapen subjektiv. Reid menade i stället att det sunda förnuftet (common sense) förklarar för oss vad som är materia och vad som är vårt eget medvetande. Uttrycket ”common sense” var för övrigt ett lån från Cicero (sensus communis), och används i Inquiry i betydelsen "de fem sinnena"; boken är indelad i kapitel efter de fem sinnena varigenom han diskuterar om deras förnimmelsers allmängiltighet. I Essays on the Intellectual Powers of Man (1785) vidareutvecklade han sin common sense-filosofi, och sätter den i relation till minnet, föreställningen, allmänbegreppen, omdömet, förnuftet, och den goda smaken. 
Epistemologin ledde honom till etiken. Som etiker var han influerad av stoicismen, skolastiken och Thomas av Aquino. Det verk han främst ägnar åt etiken är Essays on the Active Powers of Man, där han även utreder distinktionen mellan människans frihet och statens styrelse..
Under en lång tid betraktades Reid som en viktigare epistemolog än David Hume, och hans argument användes länge emot John Locke, René Descartes och andra tidigmoderna filosofer. Först med Immanuel Kant och John Stuart Mill ändrades inställningen till hans filosofi. Det har dock kunnat påvisats att Reid varit en viktig influens till C.S. Peirce och därmed pragmatismen, och under 1900-talet fick common sense-filosofin en återfödelse med bland andra G.E. Moore, William Alston och Alvin Plantinga. I den frankofona världen har särskilt Victor Cousin tagit till sig hans filosofi.